# 북미 대평원 원주민

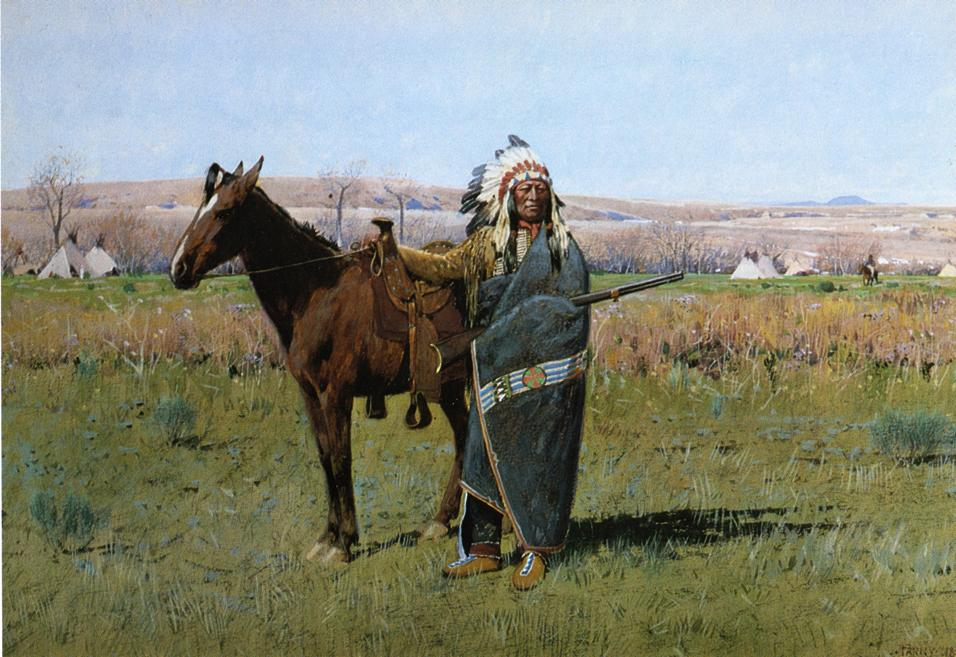
라코타 추장 싱테 글레슈카.

평원 인디언(Plains Indians), 또는 북미 대평원 원주민(Indigenous peoples of the Great Plains and Canadian Prairies)은 역사적으로 북미 내륙평원(미국의 그레이트플레인스와 캐나다 프레리)에 살았던 원주민 부족들이다. 이 원주민들은 백인이 북미에 도래하기 이전에도 수렵채집생활을 하며 살아왔다. 하지만 백인들과 함께 말이 유입되면서 대평원 원주민들은 기마유목민화되어 17세기에서 19세기까지 특유의 기마문화를 꽃피웠다. 미국과 캐나다의 백인 및 정부들과 격렬하게 대립하였고 유목생활을 하며 끈질기게 저항을 이어나갔기 때문에, 티피나 전쟁모자 같은 대평원 원주민 문화가 서부극을 비롯한 대중문화에서 북미 원주민 전체를 표상하는 상징처럼 되었다.
대평원 원주민들은 크게 두 갈래로 나뉘지만 두 갈래 사이에 겹치는 부족들도 있다. 첫번째 그룹은 17세기에 완전한 기마유목민족이 되어 19세기까지 바이슨을 방목하며 살았던 부족들이다. 아라파호, 아시니보인, 식시카, 샤이엔, 코만치, 크로우, 키오와, 라코타, 리판, 키오와 아파치, 사르시, 나코다, 톤카와 등이 있다. 두번째 그룹은 정주생활 또는 반정주생활을 하면서 바이슨 사냥 뿐 아니라 농사도 지었던 부족들이다. 아리카라, 히다차, 이오와, 키차이, 만단, 미주리아, 오마하, 오세이지, 오토에, 포니, 폰카, 위치타, 다코타 등이 있다.